# Меню

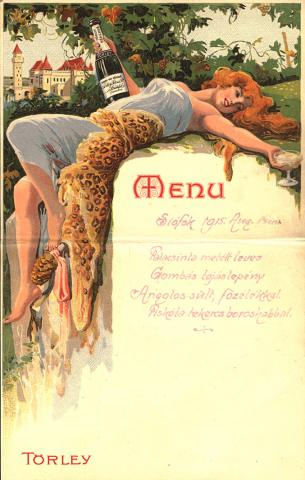
Винное меню — карта вин

Меню́ (фр. le menu) — перечень блюд и напитков, подаваемых в кафе, ресторане или баре.
В ресторане меню представляет собой презентацию предлагаемых блюд и напитков.
Меню в заведениях общепита представляет собой список предлагаемых блюд и напитков. Другой смысл слова «меню» это: уже изготовленный (хозяином дома или поваром) набор блюд, приготовленных для обеда или ужина и поданных к столу в определенном порядке.
Ресторанные меню обычно оформлены как каталоги, в которых предложения разделены в группы, например Аперитивы, Аппетайзеры, Супы, Салаты, Вегетарианские блюда, Мясные, Рыбные блюда, Десерты, Напитки и т. д. Часто предпочитают подход, при котором информация располагается в меню согласно принятому порядку подачи блюд. Есть много возможностей для вариации, но они в большой степени зависят от профиля заведения, его статуса и целевого сегмента клиентов. Кроме списка блюд, меню должно содержать и информацию об их ценах. Иногда в меню предлагают фотографии готовых блюд, дополнительную информацию об ингредиентах, граммаже и энергетической ценности.
Меню может представляться в различных видах: в виде стендов, каталога, брошюр, публикации в Интернете, может распространяться в форме рекламы в специализированных изданиях и печатной рекламы.
Существует несколько типов меню:
- Меню à la carte: самый распространенный тип; гость формирует свой заказ из тех блюд, которые предлагаются в полном меню. Для каждого блюда в меню указана цена, и гости могут выбирать по своему усмотрению.
- Меню table d'hôte: гость выбирает по одному блюду из каждой представленной в меню категории («Закуски», «Салаты», «Супы», «Горячие блюда», «Десерты» и т. д.). При этом стоимость заказа единая, фиксированная и не зависит от выбора гостя.
- Меню Prix Fixe: гостю предлагается конкретный набор по установленной цене, обычно без возможности выбора.
- Дегустационное меню: маленькие порции различных блюд по выбору шеф-повара, зачастую подаются с винами, подходящими к ним, и служат дополнением к основному обеду, состоящему из нескольких блюд.
- Банкетное меню: гостю предлагается выбрать ассортимент блюд (несколько видов салатов, холодные закуски, горячие закуски, горячие блюда) и напитков для большой компании. В некоторых заведениях блюда и напитки подаются без ограничений.

## История

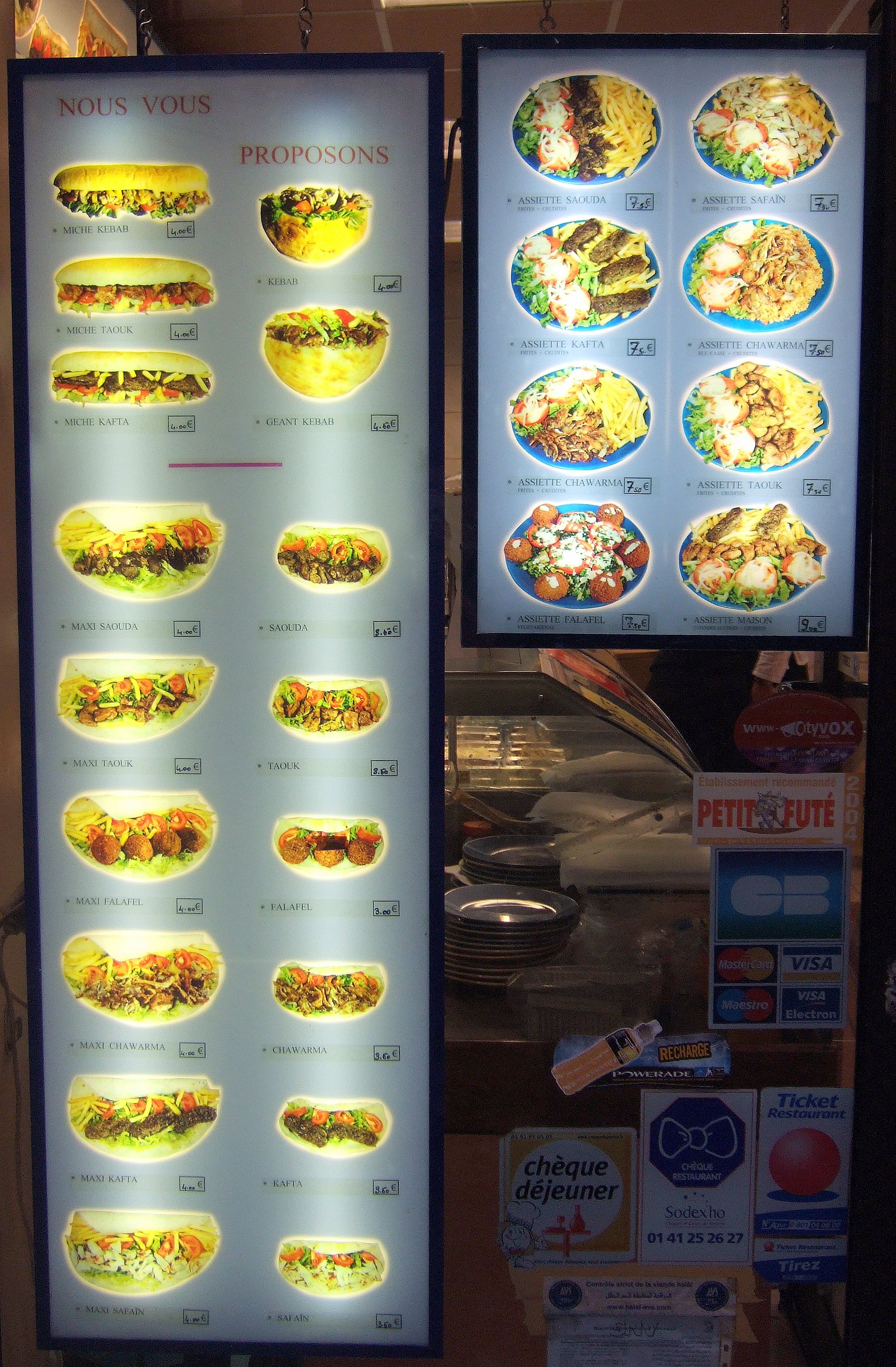
Меню в кебаб-ресторанчике

Первые меню появляются примерно тысячу лет назад, во время Династии Сун в Китае — единственном регионе в мире, где уже существовала бумага. В то время торговцы часто собирались в центре города, и у них было мало времени или энергии на ужин. Из-за большого разнообразия в китайской кухне различных регионов, рестораны уже не могли удовлетворять разнообразным вкусам, что привело к появлению меню.
Слово меню, как и множество терминов, касающихся кухни, является французским по происхождению. Оно происходит от латинского minutus (что-либо небольшое); во французском языке оно применяется для описания подробного списка или резюме любого рода. Первые меню, где клиентам предлагался выбор блюд, были изготовлены на небольшой чёрной доске (на французском — carte); таким образом, предлагаемые блюда выбирались «à la carte» или «согласно досочке».
В первых европейских ресторанах не было меню в современном смысле слова; при так называемых table d’hôte, предлагались блюда, которые выбирались шеф-поваром или владельцем заведения. Клиенты, которые приходили последними, ели то, что оставалось в конце дня, как в современных буфетах или закусочных.
В Европе современное меню появилось во время второй половины XVIII века. То есть вместо выбора с общего стола, рестораны позволяли клиентам выбирать из списка невыставленных блюд, которые готовились согласно заказам клиента. В случае «table d’hot» клиенты оплачивали предустановленную цену. А меню позволяло клиенту потратить столько денег, сколько он хотел.

## Экономика создания меню
Еще в середине XX века некоторые рестораны рассчитывали на «специалистов по меню», чтобы спроектировать и распечатать их меню. До появления цифровой печати появились ниши компаний, которые предлагали офсетную печать полноцветных меню. Экономика полноцветного офсета делает его непрактичным для распечатки. Решением этой проблемы стало отпечатывание меню, включающего все, кроме цен. Ценники распечатывались дополнительно, черно-белыми, чтобы получить более бюджетное решение. Таким образом, цветной принтер может распечатать 600 одинаковых заготовок меню, а финализируются и ламинируются по 150 меню с изменяющимися ценами.
Меняющаяся экономика офсетной печати в первой половине XXI века сделала практичным и производство более 300 меню, хотя большинство ресторанов не нуждаются в таком количестве, и предпочитает использовать меньше экземпляров меню.
Во время экономического кризиса 1970 года многие рестораторы сообразили, что повторная печать их меню экономически невыгодна из-за инфляции. Экономисты заметили эти расходы, и они стали частью экономической теории под названием menu costs. Как общий экономический феномен, menu costs могут проявиться и в другом типе бизнеса, кроме ресторанного. Например, во время инфляции каждая компания, которая отпечатывает каталоги или списки с ценами на продукты и хочет изменить эти цены, должна будет заново распечатать данные элементы, а это приведет к дополнительным расходам. Чтобы избежать повторной печати меню, когда цены в течение года изменяются, некоторые рестораны начали снова размещать свои меню на чёрных досках, при этом продукты и их цены написаны мелом. Таким образом, ресторан легко может поменять цены без дополнительных расходов. Подобная тактика продолжает использоваться и в 2000 году для некоторых товаров, которые чувствительны к изменениям в предложении — например, расходы за горючее и другие. Это позволяет ресторанам менять цену на такие продукты, как омары, свежую рыбу и другие блюда, являющиеся предметом частой смены цены.

## Стиль составления
Меню считается сильнейшей рекламой заведения. Рекомендуется выдерживать в одном стиле дизайн и типографию меню, полностью опираясь на атмосферу ресторана и предпочтения его клиентов.
Основные разделы типичного меню это «Основные блюда», «Десерты», «Напитки» и «à la carte». «À la carte» может содержать блюда как супы, салаты и соусы. Возможно, чтобы были отдельные небольшие меню для детей и взрослых. Меню для детей может быть представлено в форме игр или загадок.
Меню может предоставлять и другую полезную информацию. Некоторые меню описывают философию еды шеф-повара или владельца, даже и миссию ресторана. Другие предоставляют политику ресторана по возрасту, для которого продается алкоголь, об утере вещей, о чаевых и т. д.
Текст, написанный в меню, славится высокопарным слогом, это делается с целью рекламы. Меню часто описывают процесс приготовления еды, привлекая внимание к экзотическим специям, или добавляют французские и другие иностранные слова, чтобы блюда выглядели экзотичнее. Меню высокого класса часто добавляют прилагательные к блюдам, например «глазированные», «тушеные» и т. д. «Язык меню с его тире и цитатами служит скорее для оправдания ваших ожиданий, нежели для описания еды». Брайан мак Грегори говорит, что, когда он посещает рестораны высокого класса, иногда чувствует, что ему нужен словарь или учебник по биологии, только для того, чтобы понять значение мороженого «гияндуджа», жёлтый арбуз или печенье «булгура», — это лишь часть неразгаданных десертов.
Часть функций меню — это произвести впечатление на клиентов, что блюда, которые подаются в ресторане, требуют особых умений, оборудования и экзотических специй. Показывая таким образом, что подобные блюда невозможно приготовить дома. В некоторых случаях самые обыкновенные блюда звучат интереснее только потому, что часть слов заменена их французским эквивалентом. Например, вместо выражения «свиная отбивная с яблочным пюре» в меню элитного ресторана может быть написано «Свиная отбивная с compôte de pommes».
В фаст-фудах иногда каждый элемент из меню имеет свой номер и клиенты заказывают «по номеру».
Другой феномен это так называемое «тайное меню». Некоторые рестораны славятся своими неофициальными и нерекламируемыми блюдами, которые передаются от клиента к клиенту через «сарафанное радио». Рестораны такого типа часто предлагают комбинацию из уже готовых блюд.

## Виды меню

### Бумажное
Меню различаются по длине и содержательности, в зависимости от вида ресторана. Самые обыкновенные меню распечатаны на одном листе бумаги, но часто встречаются гораздо более объёмные меню. Основное меню может иметь одноразовую копию. Чтобы защитить бумажные меню от пролитой жидкости и других загрязнений, используется виниловое покрытие, ламинирование или подвязывание, а также нередко бумажный блок меню размещается в папках из кожзаменителя, кожи, пробки и т. п. Тип заведения (элитный ресторан, заведения быстрого питания и др.) в большинстве случаев предопределяют вид и визуальное представление используемого меню.
Основное меню можно дополнять тематическими:
- Меню с аппетайзерами
- Винная карта
- Меню напитков
- Пивное меню
- Десертное меню

Некоторые рестораны используют только текст в своих меню. В других случаях рестораны включают иллюстрации и фотографии каждого блюда или элементов, с которыми связана визия[неизвестный термин] и атмосфера ресторана. Например, ливанский ресторан может включить в меню снимки ливанских гор и пляжей. Дополнительные меню можно представить в альтернативном формате, так как они, чаще всего, короче основных. Например, меню с апетайзерами или десертами часто представляют в виде бумажной «пирамидки» на столе, пластмассовой подставки, деревянной стойки, или в ресторанах с ограниченным выбором вина, винная карта может быть размещена на пустой бутылке из-под вина.
Заведения быстрого питания часто оставляют свои бумажные меню в фойе общественных зданий или в почтовых ящиках соседних жилых домов, используя его в качестве рекламы.
Съедобное меню
Подобное меню печатают на кусочках съедобной бумаги, сделанной из сои и кукурузного крахмала, используя органические чернила. Бумага также пропитывается соответствующими изображениям ароматами.

### Меню-табло
Иногда для меню используют большие постеры, табло или доску, прикрепленные высоко на стене заведения, или расположенные перед входом.
Так, клиенты могут рассмотреть предлагаемый ассортимент блюд и напитков, без необходимости предоставлять им бумажное меню. Этот большой формат меню может успешно использоваться и на улице. Более дорогие версии такого типа меню включают их изготовление из металлических конструкций, табло с подсветкой и легко изменяемой поверхностью, которые позволяют ресторанам динамично изменять цены и состав предлагаемых артикулов, без необходимости создавать меню с нуля.
Заведения фаст-фуда, у которых есть окна на улицу, часто размещают своё меню на доске, освещенном табло или внешнем постере, чтобы клиенты могли рассмотреть и выбрать блюдо.
Многие рестораны также выкладывают одну копию меню на улицу, обеспечив источник освещения. Эта технология особенно популярна в туристических местах.
Другой популярный вид уличного меню — это размещение части меню, а именно — «фирменные блюда» — на чёрной доске снаружи ресторана. На ней обычно представлены сезонные блюда или «изюминки» шеф-повара, которые наличны только ограниченный период времени.

### Цифровые дисплеи
С внедрением ЖК- и плазменных дисплеев, некоторые статические меню заменены такими, которые могут изменяться динамически. Использование плоского ЖК-дисплея и компьютерного сервера позволяет добавлять к меню движущиеся фигуры и анимационные эффекты. Также можно в любое время менять цену и другие детали. Для фаст-фуда возможность менять цену и содержание так часто, как это необходимо, является серьезным преимуществом. Цифровые меню также дают возможность собственникам ресторанов контролировать дневное разделение меню, например утром объявлять блюда для завтрака. Некоторые платформы дают возможность местным операторам контролировать ценообразование, а эстетический дизайн контролируется центральной корпоративной единицей.

### Онлайн-меню
Веб-сайты, содержащие меню ресторанов, существуют в интернете почти десятилетие. Все больше и больше ресторанов за пределами метрополисов начинают размещать свои меню онлайн в результате этой тенденции.
Некоторые рестораны уже создали и сайты для заказа еды онлайн, но многие все еще невидимы в интернете.
Сейчас трудно сказать, какой ресторан первым создал возможность онлайн-заказов. Меню в интернете и заказ доставки онлайн датируются где-то 1997 г., с тех пор сотни веб-сайтов с меню ресторанов появились в интернете.

### Интерактивное электронное меню
Интерактивное меню, также называемое электронным меню — одно из новшеств в ресторанных меню. Это электронная компьютерная система, которая позволяет клиентам самостоятельно рассматривать, выбирать и заказывать блюда и напитки из предложенных в ресторане посредством компьютеров, планшетов или мониторов, размещенных на столиках или рядом с ними. Система может создать индивидуальное предложение или «акцию» любому клиенту заведения, адаптироваться к его требованиям, и даже анализировать его вкус. 
Ассортимент заведения представлен визуально, с возможностью изображений, текста, анимации и видеоклипов, звука и сопутствующей рекламы. Использование системы такого вида позволяет привлечь клиента, создавая у него ощущение участия, благодаря обратной связи системы. Электронное меню легко изменяется, уведомляя клиента об актуальных ценах, наличии или отсутствии того или иного блюда, его составе, рецепте, по которому оно готовится и т. д., полностью заменяя бумажное меню.
В современных интерактивных меню клиенты могут в режиме реального времени сделать автоматический заказ, проверить свой текущий счет, дозаказать блюда или напитки, в других интерактивных системах полностью устранена необходимость в официантах, система выполняет все их функции. Такие интерактивные системы электронного меню существенно увеличивают скорость обслуживания, позволяя клиенту выбрать и заказать, не дожидаясь внимания официанта. 
Пока ещё такие меню слабо распространены в России, так как требуют определенных инвестиций в специальное оборудование, но некоторые элитные рестораны их уже используют.
В основном электронные меню можно разделить на два вида:
Стационарные электронные менюСтационарные электронные меню расположены непосредственно на столах и прикрепленные при помощи кронштейна. Такие меню имеют гораздо больше возможностей в сфере рекламы и гораздо больше экономят время гостей и официантов.
Выносные электронные менюПо своей сути не сильно отличаются от классической печатной версии, разве что могут лучше преподносить блюда при помощи красочных фото и видео плюс экономят время на печати.